# Cremona
Cremona je glavni grad istoimene općine i pokrajine u sjevernoj talijanskoj pokrajini Lombardiji. 
Cremona je najpoznatija kao mjesto izrade prvorazrednih gudačkih instrumenata. Poznati izrađivači najboljih gudačkih instrumenata na svijetu živjeli su ovdje - Antonio Stradivari, Amati i Gvarneri.

## Povijest
Oko 400. pr. Kr. u ovo područje se doseljava galsko plemee Cenomani iz Galije, s druge strane Alpa. Grad je osnovala Rimska Republika 222. ili 218. pr. Kr., kada i grad Placentia (moderna Piacenza), kao pograničnu koloniju. Brzo prerasta u jedan od najvećih gradova u sjevernoj Italiji. Uništena je 69. godine tijekom bitke kod Bedriacuma. Nakon pada Zapadnog Rimskog Carstva, 489. godine dolazi u posjed ostrogotskog kralja Odoakara (476. – 489.), a od 565. – 603. godine je u vlasti Bizantskog Ravenskog egzarhata. God. 603. osvojili su je i uništili Langobardi pod Agilulfom, a 615. godine kraljica Teodolinda je obnovila i restaurirala biskupiju. Nakon talijanskih ratova Karla Velikog, postala je feud Svetog Rimskog Carstva. U 11. stoljeću je urbana komuna u sjevernoj Italiji, koja se u 12. stoljeću kao slobodni grad borila na strani Fridrika Barbarosse protiv Mediolanuma (Milano). Sve do 15. st. bio je središte trgovine i obrta, a 1441. godine, kao rezultat braka Biance Marije Visconti i milanskog vojvode Francesca Sforze, dolazi pod utjecaj Milana. Od 1499. – 1509. pod kontrolom je Mletačke republike. Nakon bitke kod Agnadella opet je u Vojvodstvu Milana. Kasnije, pod habsburgškom upravom Španjolske (1525. – 1702.), te kratko Francuske, u napokon Austrije (1707. – 1861.). Od 1861. godine dio je ujedinjene Italije.
Cremona je bila poznato srednjovjekovno obrazovno središte i kasnorenesansno središte škole slikanja, Giulio Campi. U Cremoni je rođen i skladatelj madrigala i opere, Claudio Monteverdi (1567. – 1643.). Od 16. do 18. stoljeća radi poznata kremonska škola izrade gudačkih glazbala. I dan danas ovdje postoji tvornica glazbenih instrumenata.
Cremona danas ima preko 70.000 stanovnika, mahom Talijana.

## Grad instrumenata
Cremona je živopisni srednjovekovni, koji je zbog izvanrednih glazbala koje su u njemu pravljene. Andrea Amati, koji je 1566. g. napravio violinu za francuskog kralja, stvorio je tada oblik suvremene violine. Njega su naslijedile generacije majstora iz Cremone, od kojih su najpoznatiji bili Antonio Stradivari i Gvarneri. 

## Galerija slika
- Antonio Stradivari, gradski trg
- Gradska katedrala
- Gradska vijećnica
- Toraco, toranj koji je simbol grada

## Vanjske poveznice
- www.comune.cremona.it Službena stranica grada Kremone  Arhivirana inačica izvorne stranice od 9. prosinca 2020. (Wayback Machine)

### Ostali projekti
|  | Zajednički poslužitelj ima još gradiva o temi Cremona |